# Liévin
Liévin (Aussprache: [lje.vɛ̃]) (nld: Lieven) ist eine französische Stadt mit 30.113 Einwohnern (Stand 1. Januar 2022) im Département Pas-de-Calais in der Region Hauts-de-France. Sie gehört zum Arrondissement Lens, zum Kanton Liévin und zum Gemeindeverband Lens-Liévin, der aus 36 Gemeinden mit insgesamt 250.000 Einwohnern besteht. Liévin gilt als die grüne Stadt vor den Toren des Artois und ist eine alte Bergbaustadt, die sich in den letzten Jahren von einem Zentrum des Kohlebergbaus zu einer modernen Industrie- und Handelsstadt entwickelt hat. Die Stadt besitzt zahlreiche Einrichtungen für Gesundheit, Kultur und Freizeit, darunter ein Krankenhaus, ein Schwimmbad, eine Universität und ein modernes überdachtes Leichtathletikstadion von internationaler Bedeutung.

## Lage
Die Stadt Liévin liegt im Osten des Artois inmitten des sehr dicht besiedelten ehemaligen Nordfranzösischen Kohlereviers, unmittelbar angrenzend an die Arrondiossements-Hauptstadt Lens und unweit der weiteren beiden Arrondissements-Hauptstädte Béthune und Arras. Nachbargemeinden von Liévin sind Grenay und Loos-en-Gohelle im Norden, Lens im Nordosten und Osten, Éleu-dit-Leauwette und Avion im Südosten, Givenchy-en-Gohelle im Süden, Angres im Südwesten, Aix-Noulette im Westen sowie Bully-les-Mines im Nordwesten. Die lange Steinkohlebergbau-Tradition lässt sich noch an zahlreichen als Bergarbeitersiedlungen errichteten Stadtteilen erkennen (Cité Chouard, Cité Saint-Amé, Cité des Provinces, Cité des Genettes, Cité de Calonne, Cité des Cornailles, Cité de Rollencourt, Cité de l'Abbatoir und Cité des Petits Bois). Am Westrand des Stadtgebietes haben darüber hinaus noch wenige Gruben- und Haldenreste überdauert. Mitten durch die Stadt Liévin verläuft die autobahnartig ausgebaute Straße D 58, die von der Autoroute A21 zur Autoroute A211 führt.

## Geschichte

### Frühgeschichte
Die Geschichte von Liévin beginnt sehr früh. In den Ausläufern des Riaumont (Picardisch für Rue au Mont, Bergweg, höchster Punkt in Liévin) sind archäologische Fundstücke aus dem Neolithikum und aus gallo-römischer Zeit gefunden worden, und 752 Gräber weisen Liévin als merowingische Bestattungsstätte aus.

### 15.–19. Jahrhundert
Im Jahr 1414 lebten knapp 150 Menschen in Liévin, das in dieser Zeit nicht viel mehr als eine Ackerbauerngemeinde war. Bis ins 19. Jahrhundert hinein wuchs die Bevölkerung nur unwesentlich:
- 1759: 0600 Einwohner
- 1789: 0900 Einwohner
- 1820: 1223 Einwohner

Erst die Entdeckung von Steinkohlevorkommen in der Umgebung von Liévin im Jahr 1857 führte zu einem Wachstum von Produktivität, Reichtum und Bevölkerung.
- Im Jahr 1914 betrug die Einwohnerzahl von Liévin 25.698.

### 20. Jahrhundert
Der Erste Weltkrieg führte zu einem abrupten Ende dieses Wachstums. Die Stadt lag in Trümmern, die Kirchen und Schlösser waren zerstört, der Krieg forderte allein in Liévin 400 Opfer bei der Zivilbevölkerung und weitere 600 Opfer in der Armee.
Der Wiederaufbau und die wirtschaftliche Gesundung der Stadt wurde gut 20 Jahre später durch den Zweiten Weltkrieg erneut gebremst. Im Jahr 1940 wurde die Stadt evakuiert und unter deutsche Verwaltung gestellt. Mit Hilfe der Zeitung Voix du Nord organisierte sich in der Stadt die Résistance, aber es dauerte bis zum 2. September 1944, bis die Stadt von der britischen 8. Armee befreit wurde. Dieser Krieg forderte 220 zivile und 225 militärische Opfer unter der Bevölkerung von Liévin.
Nach dem Krieg lebte der Kohleabbau wieder auf und unterstützte den Wiederaufbau der französischen Wirtschaft.

### Ende der Steinkohle
Während der Zeit des Steinkohle-Abbaus hat es in Liévin fünf Grubenunglücke mit Toten gegeben:
- 28. November 1861, Grube 1, 2 Tote
- 13. August 1882, Grube 3, 8 Tote
- 14. Januar 1885, Grube 1, 28 Tote
- 16. März 1957, Grube 3, 10 Tote
- 27. Dezember 1974, Grube Saint-Amé, 42 Tote

Die Kohlekrise ab Mitte der 1950er Jahre (Rückgang der Nachfrage nach in Europa geförderter Steinkohle) führte dazu, dass in bzw. um Liévin zwischen 1960 und 1970 60 der 67 Gruben geschlossen wurden. 1978, vier Jahre nach dem Grubenunglück mit 42 Toten, wurde auch die letzte Grube stillgelegt; seitdem wird in Liévin keine Kohle mehr gefördert.
Die Folgen des Rückgangs der Kohleförderung für die Stadt Liévin waren gravierend. Noch heute (Stand 2010) leidet die Stadt unter einer überdurchschnittlichen Arbeitslosenquote –  waren es doch 26,6 % gegenüber durchschnittlich 12,9 % im gesamten Frankreich – und hat einen hohen Anteil von Arbeitern (40,8 % der Arbeitsfähigen).

### 21. Jahrhundert

#### Depot des Louvre
Im 21. Jahrhundert wurde Liévin zum Standort des wichtigsten Depots des Pariser Louvres.

#### Kinderdorf Riaumont
Das von Pater Albert Revet gegründete, ehemalige katholische Kinderdorf „Riaumont“, französische Selbstbezeichnung Village de Riaumont, das von 1960 bis 2019 auf dem Gebiet von Liévin bestand, war Schauplatz eines Rechtsextremismus- und Kindermissbrauchsskandales, welcher Thema der Arte-France-Dokumentation „Die gequälten Kinder von Riaumont“ war. Die Gemeinschaft unterhielt Verbindungen zur Piusbruderschaft (FSSPX) und zur Katholischen Pfadfinderschaft Europas (KPE), vertreten unter anderem durch Mitgründer Günther Walter, sowie den die KPE betreuenden Dienern Jesu und Mariens (SJM).
2017 und 2019 wurden insgesamt fünf Mitglieder der Association des Scouts et Guides de Riaumont, darunter Pater Alain Hocquemiller, strafrechtlich verfolgt. Am 15. Januar 2019 waren fünf der sieben Ordensleute verschiedener Delikte verdächtig und wurden vorläufig verhaftet sowie am selben Tag unter Auflagen wieder auf freien Fuß gesetzt. Am 10. Januar 2025 untersagte der zuständige Präfekt von Pas-de-Calais der Trägergemeinschaft, erneut Minderjährige im ehemaligen Kinderdorf unterzubringen, nachdem dies im Dezember 2024 bereits geschehen war. Die Präfektur begründete ihr Verbot mit Jugendschutzbedenken hinsichtlich möglichen sexuellen Missbrauchs von Kindern. Gegen fünf dort ansässige Mönche wurde Anklage wegen Konsums von Kinderpornografie und leichter Körperverletzung erhoben. Das Strafverfahren gegen den ehemaligen Prior Alain Hocquemiller wegen Erwerbs und Besitzes kinderpornografischer Bilder begann am 11. März 2025. Am selben Tag wurde er zu einer zweijährigen Gefängnisstrafe verurteilt.

## Bevölkerungsentwicklung
| Jahr                       | 1962   | 1968   | 1975   | 1982   | 1990   | 1999   | 2006   | 2016   | 2022   |
| -------------------------- | ------ | ------ | ------ | ------ | ------ | ------ | ------ | ------ | ------ |
| Einwohner                  | 35.127 | 35.853 | 33.070 | 33.096 | 33.623 | 33.427 | 32.565 | 30.936 | 30.113 |
| Quellen: Cassini und INSEE |        |        |        |        |        |        |        |        |        |

## Sehenswürdigkeiten

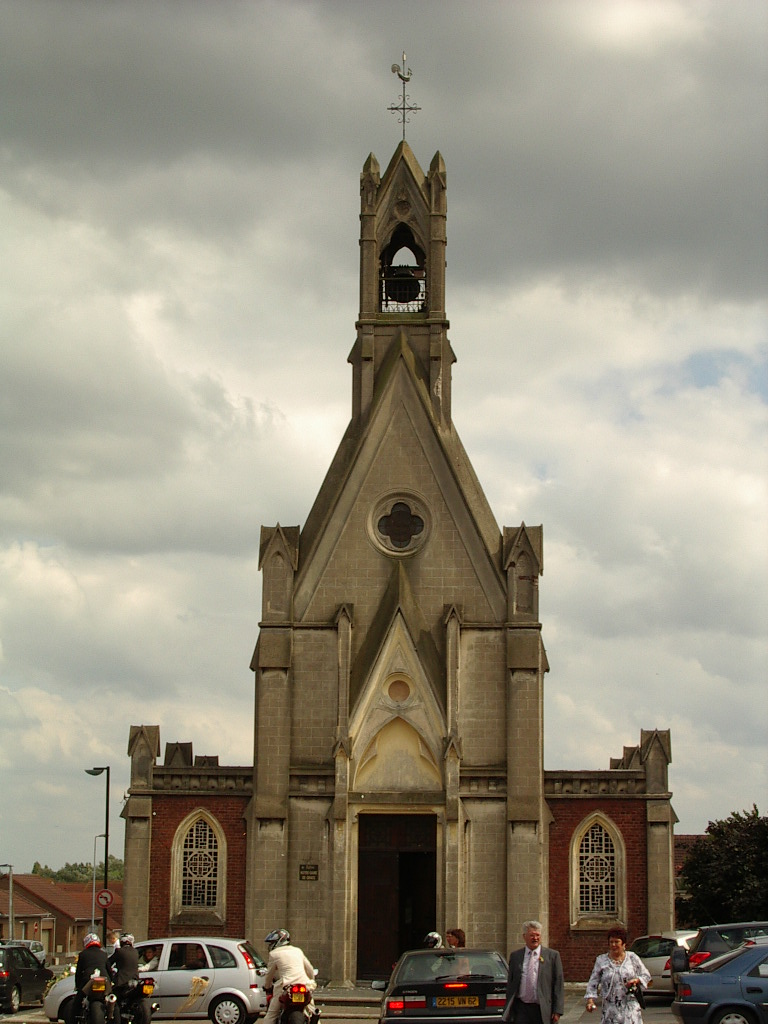
Kirche Notre-Dame-de-Grâce
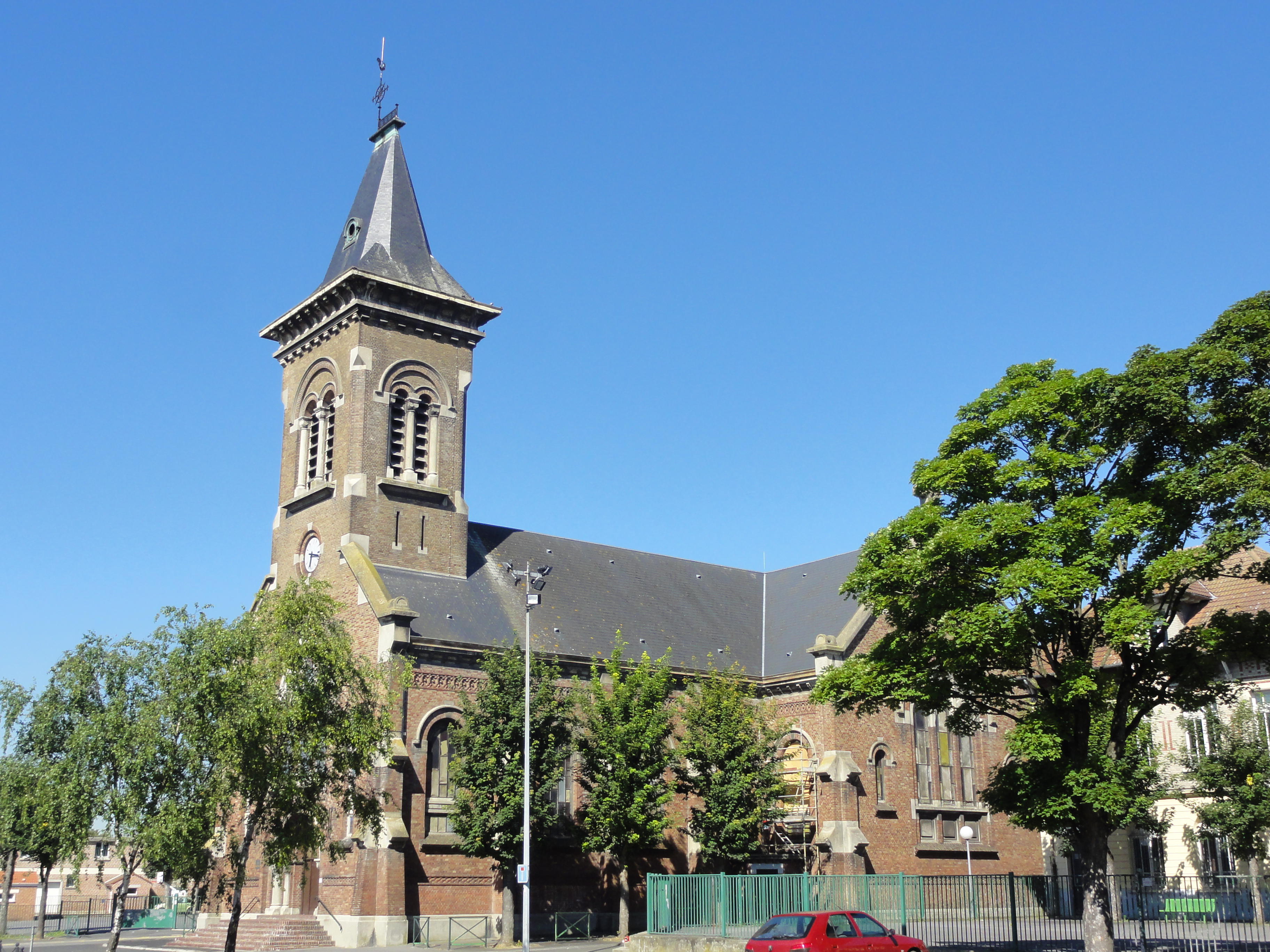
Kirche Saint-Amé
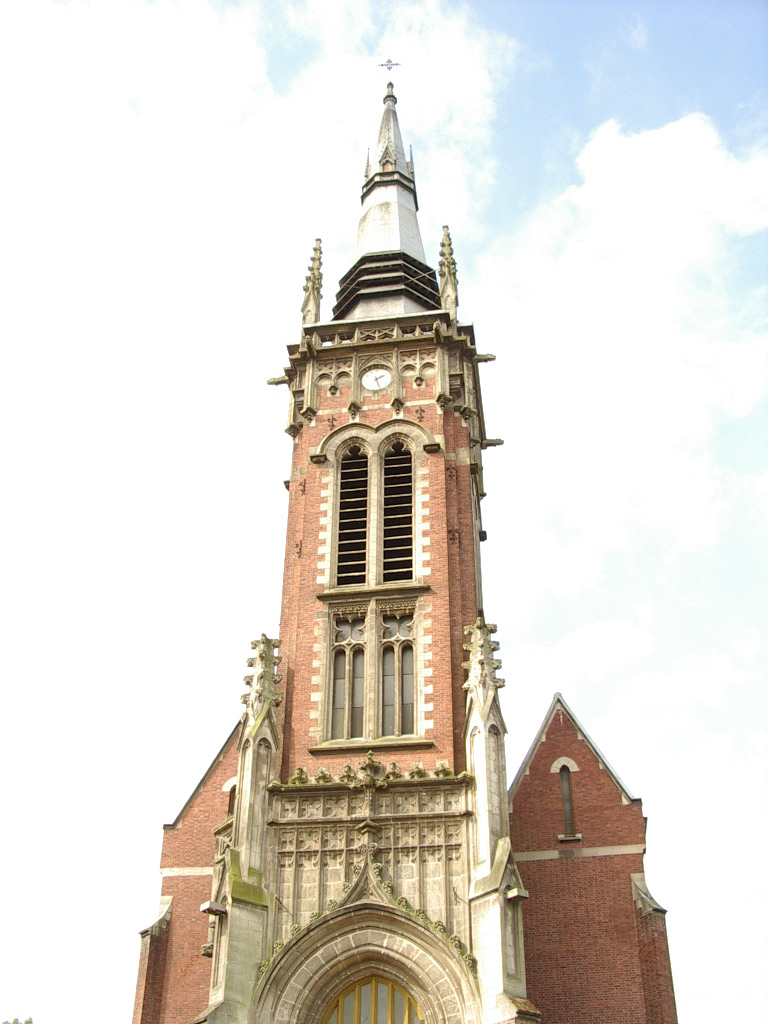
Kirche Saint-Martin
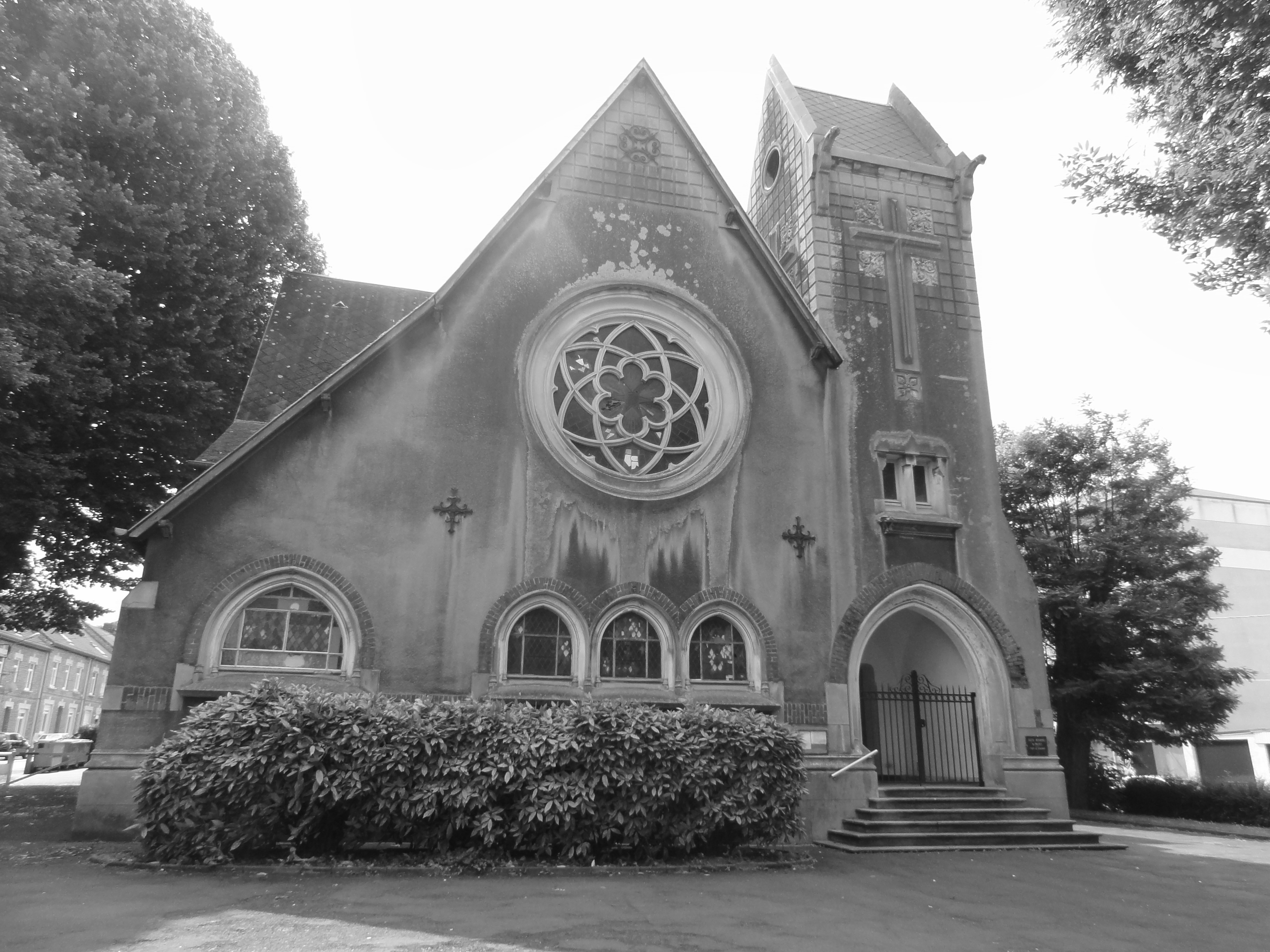
Protestantische Kirche
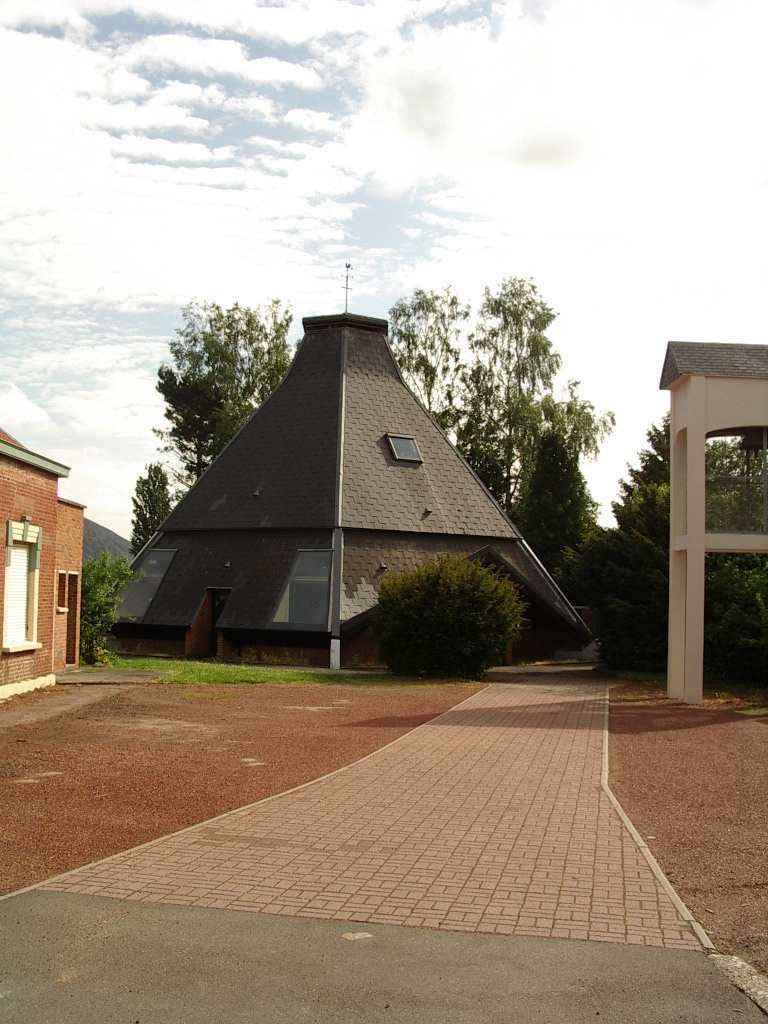
Kapelle Notre-Dame-de-Lourdes
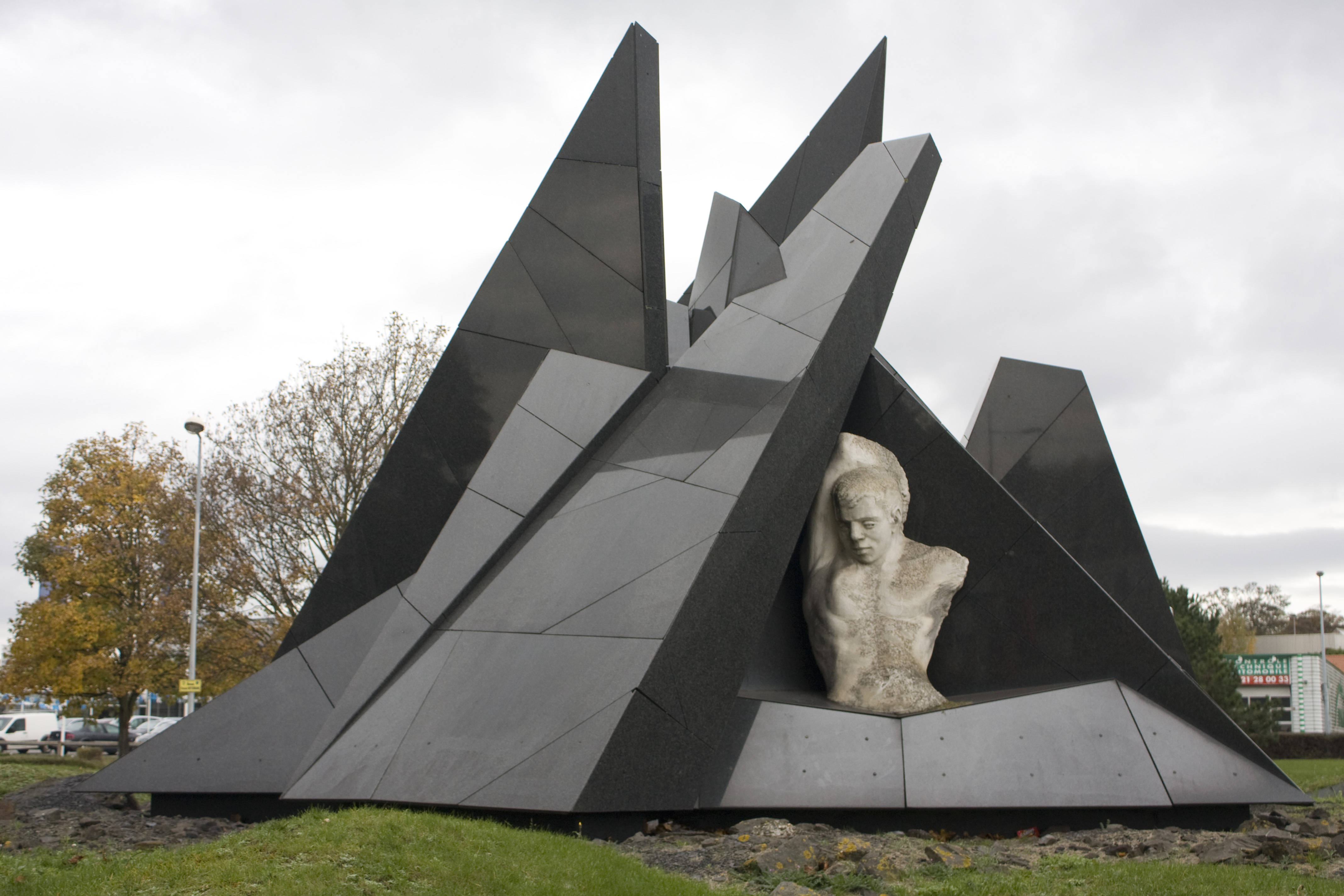
Kapelle du Sacré-Cœur

- Kirche Notre-Dame-de-Grâce
- Kirche Saint-Amé
- Turm der Kirche Saint-Martin
- Protestantische Kirche
- Kapelle du Sacré-Cœur
- Bergarbeiter-Monument

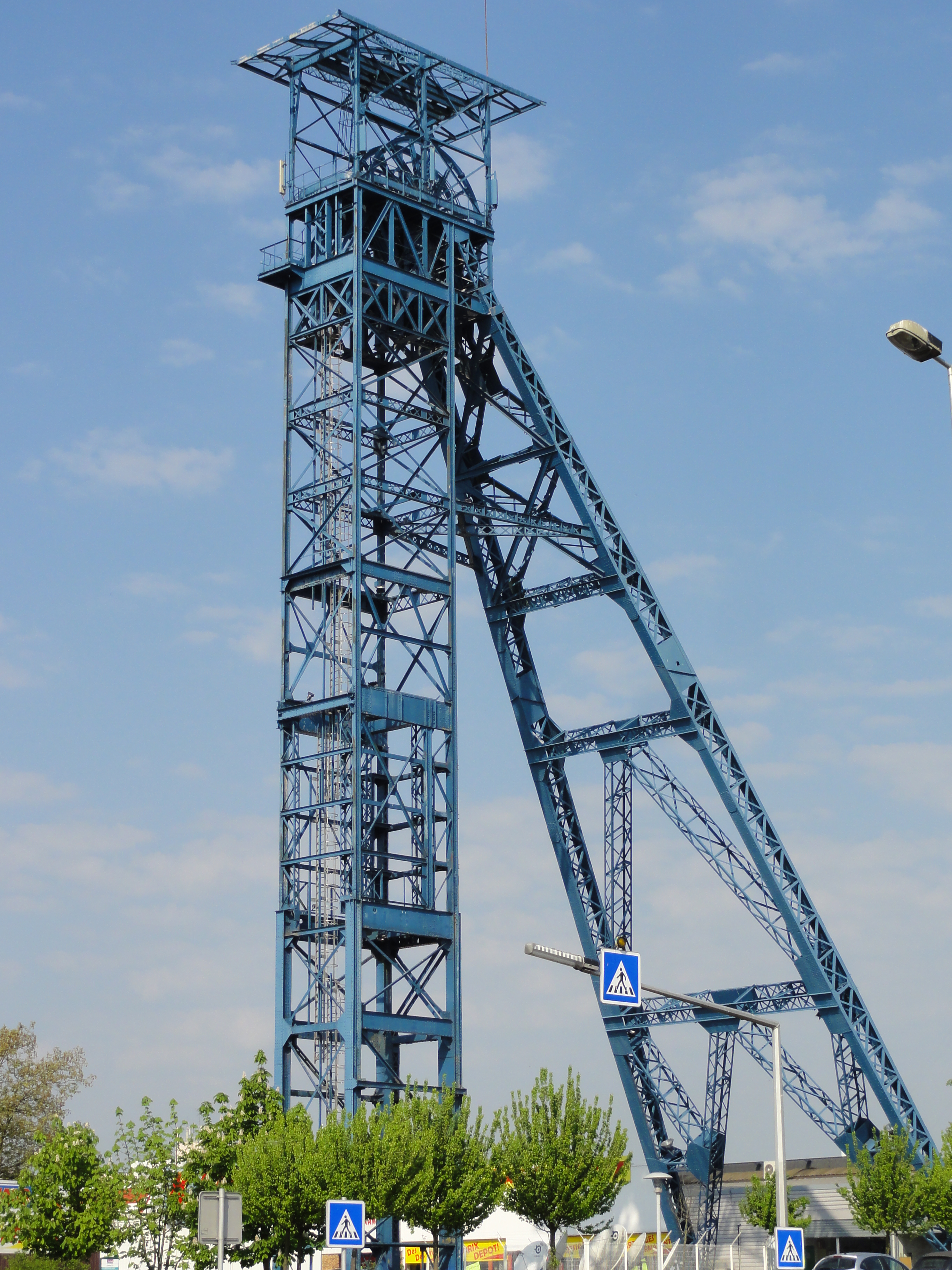
Ehemaliger Förderturm der Zeche Nr. 1
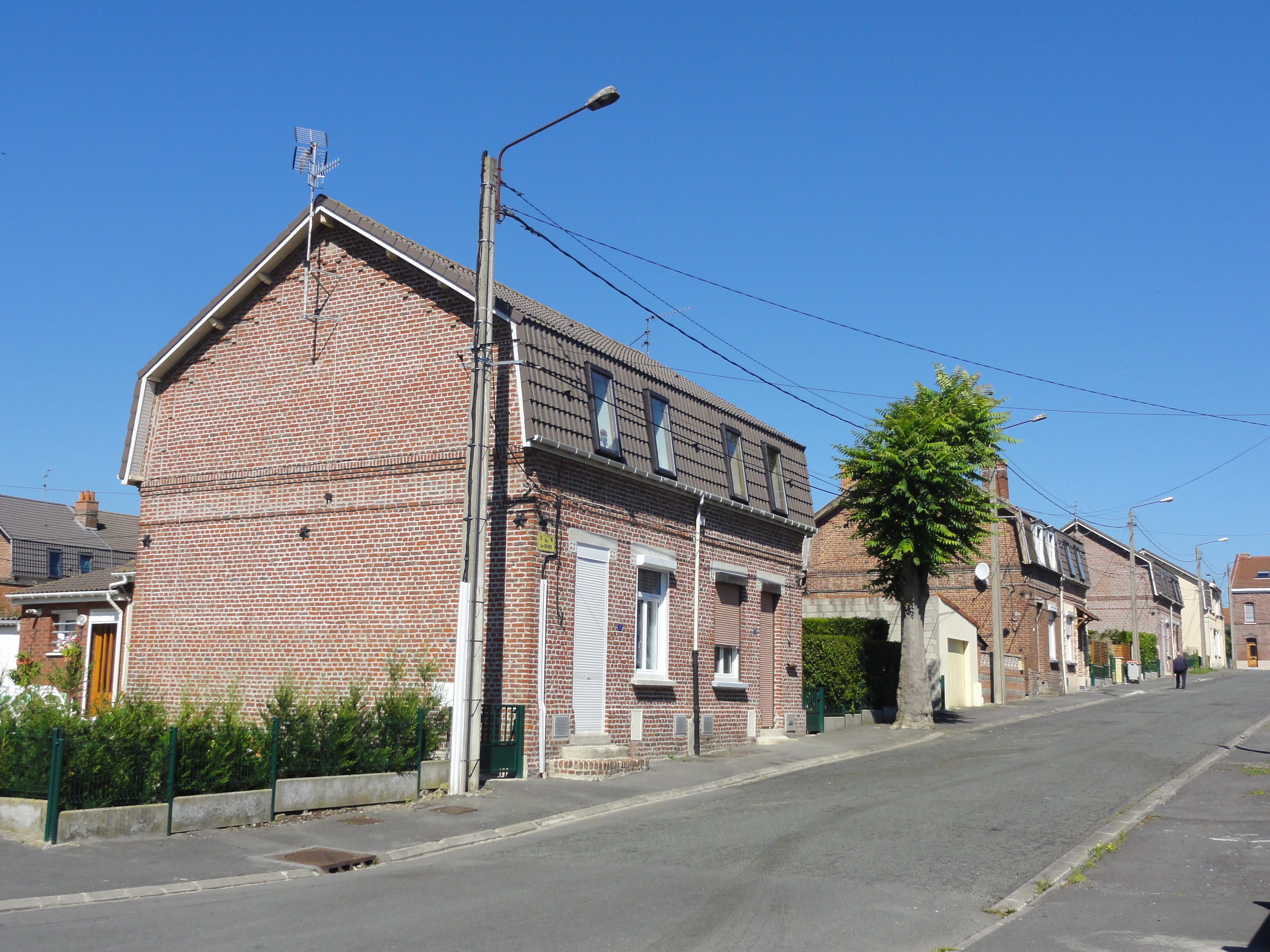
Bergarbeiterhäuser der Zeche Nr. 1
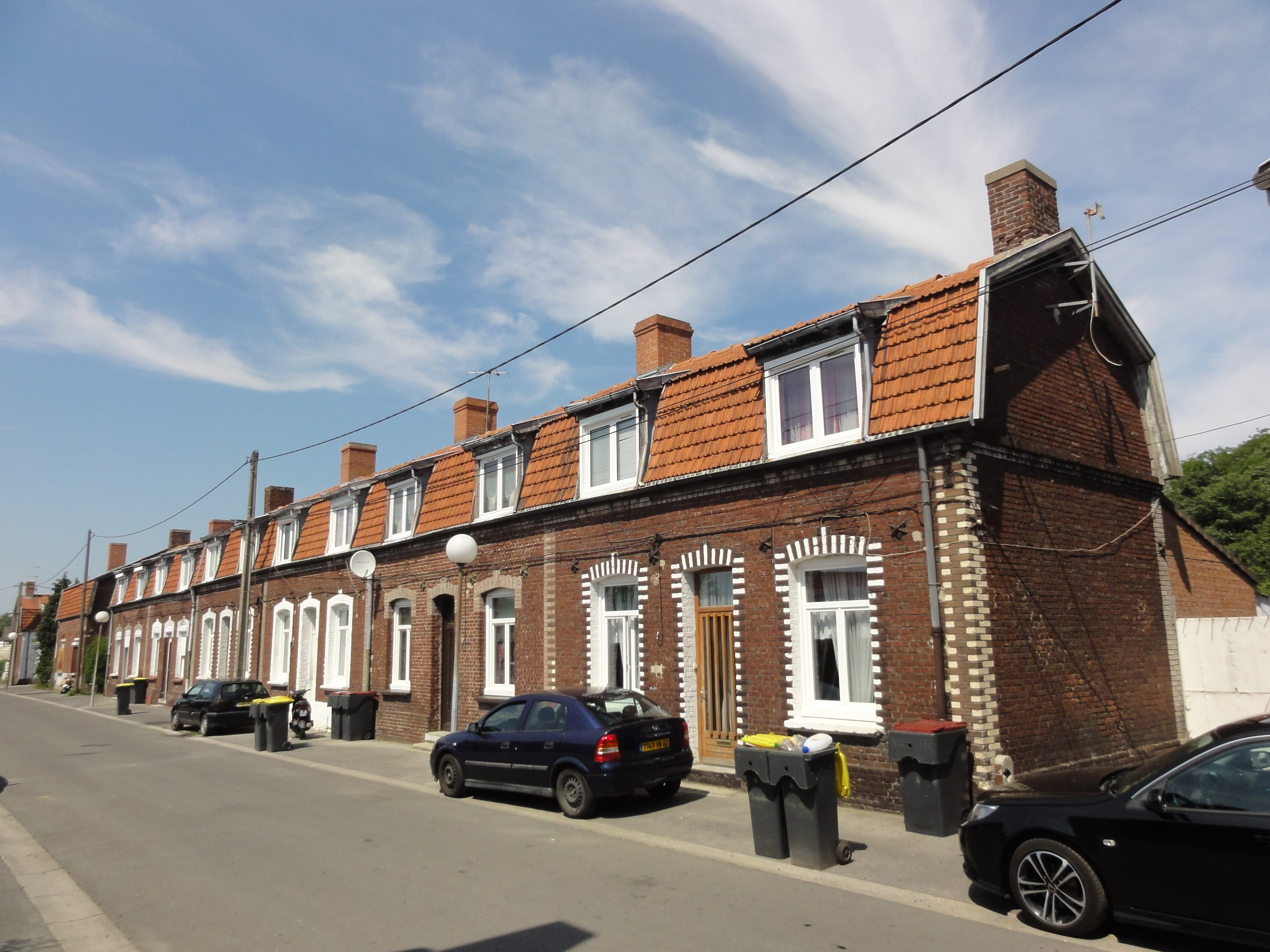
Bergarbeiterhäuser der Zeche Nr. 2
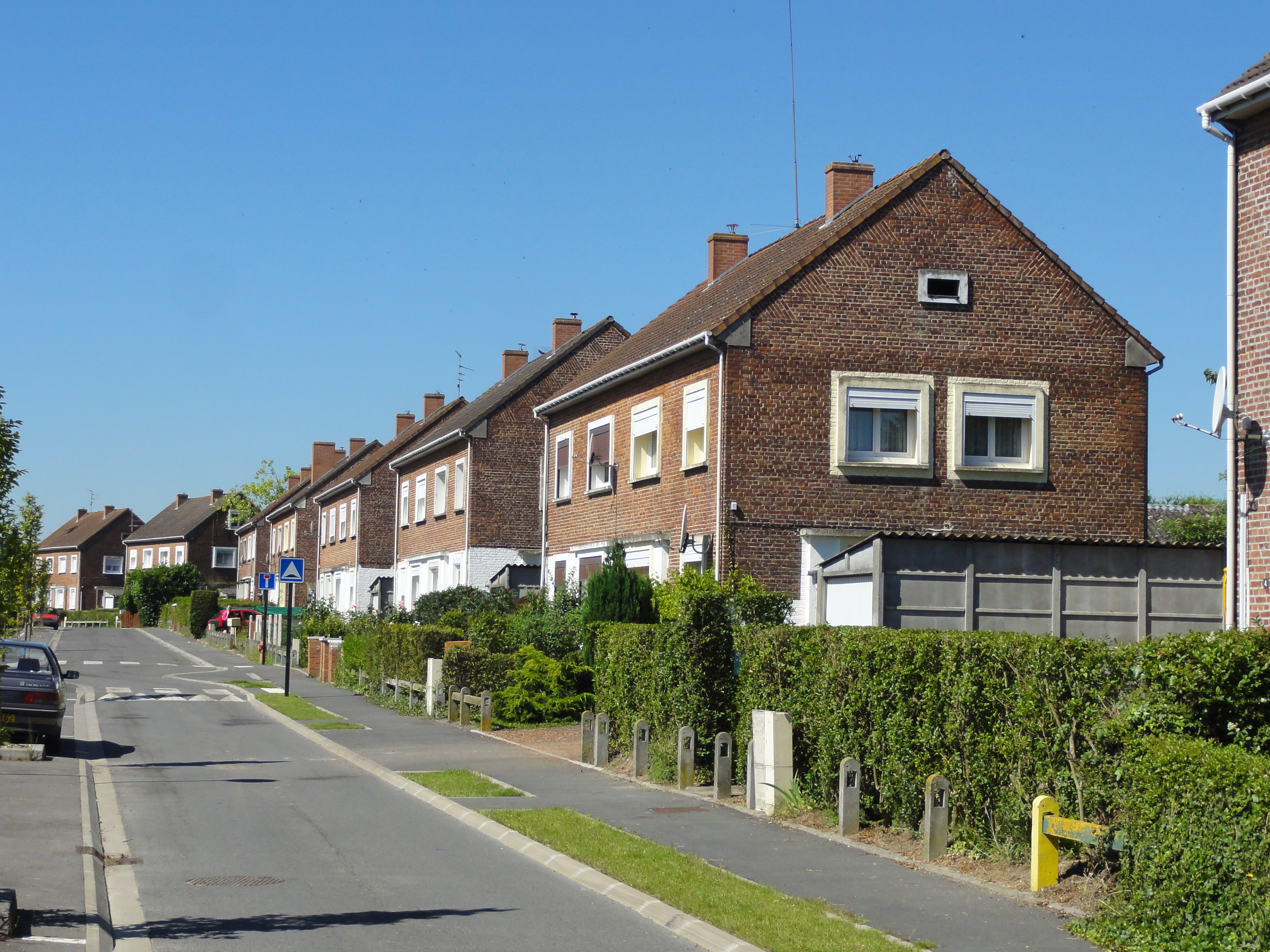
Bergarbeiterhäuser der Zeche Nr. 5
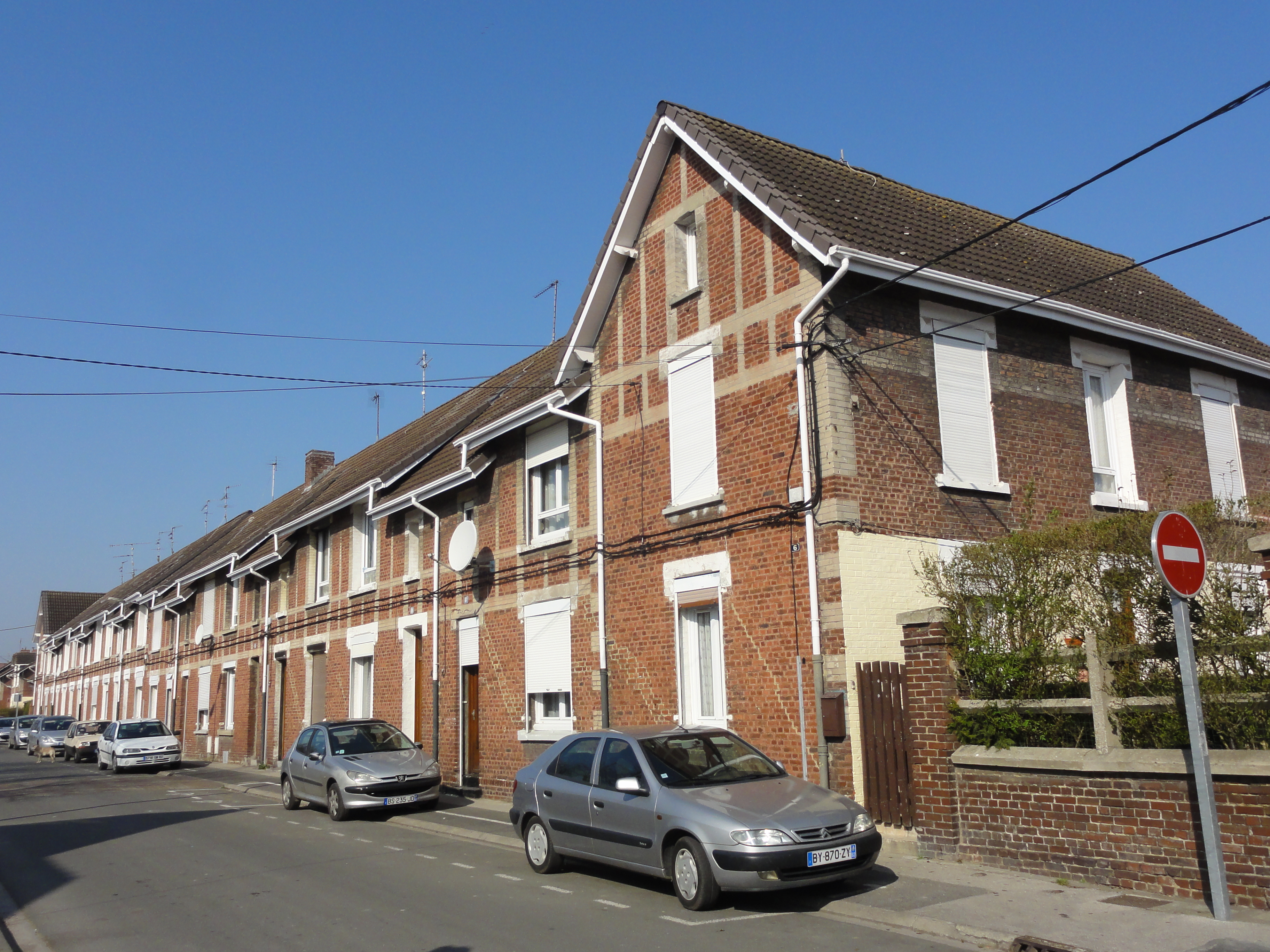
Bergarbeiterhäuser der Zeche Nr. 16
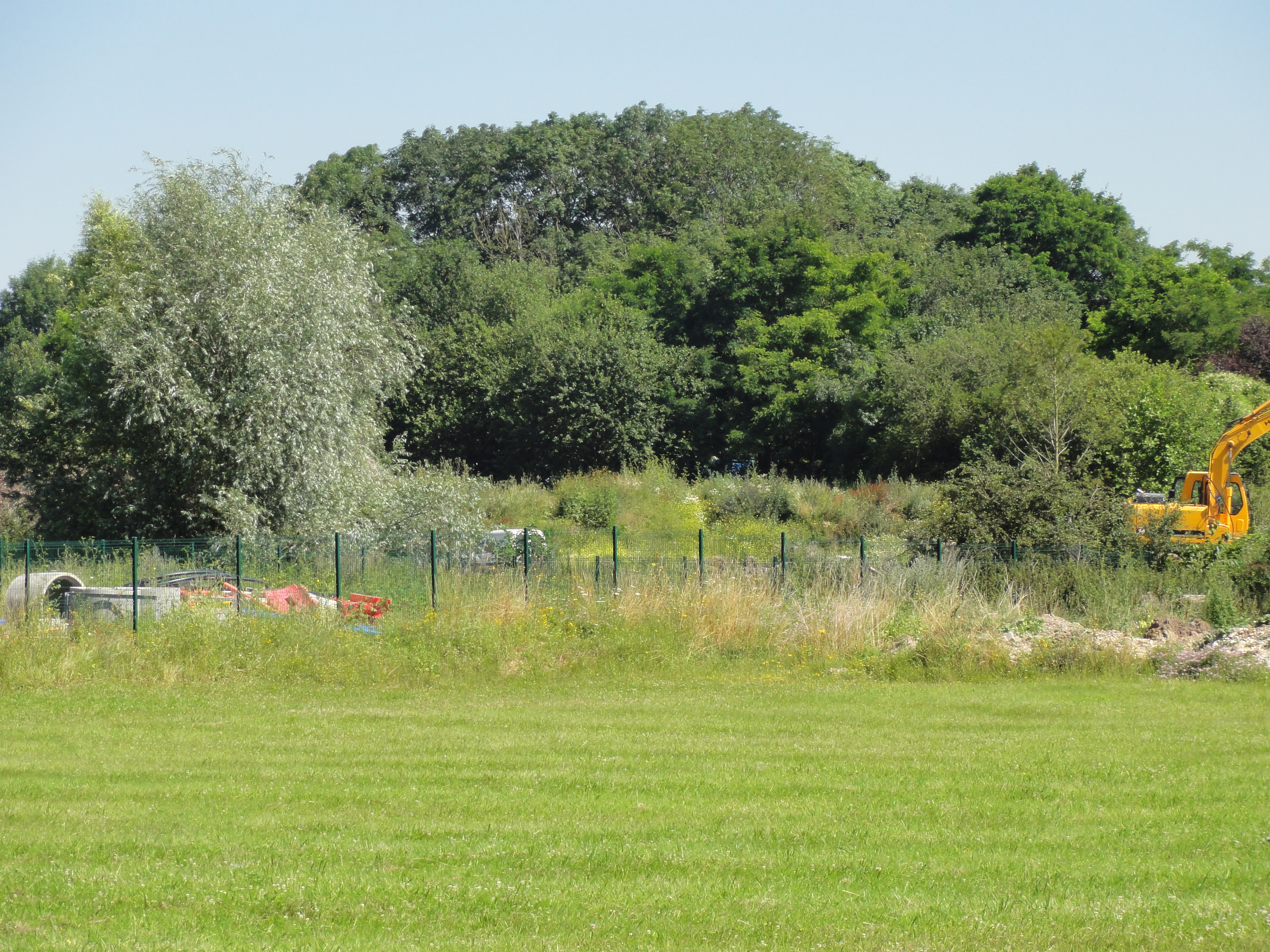
Überwachsene Abraumhalde Nr. 72
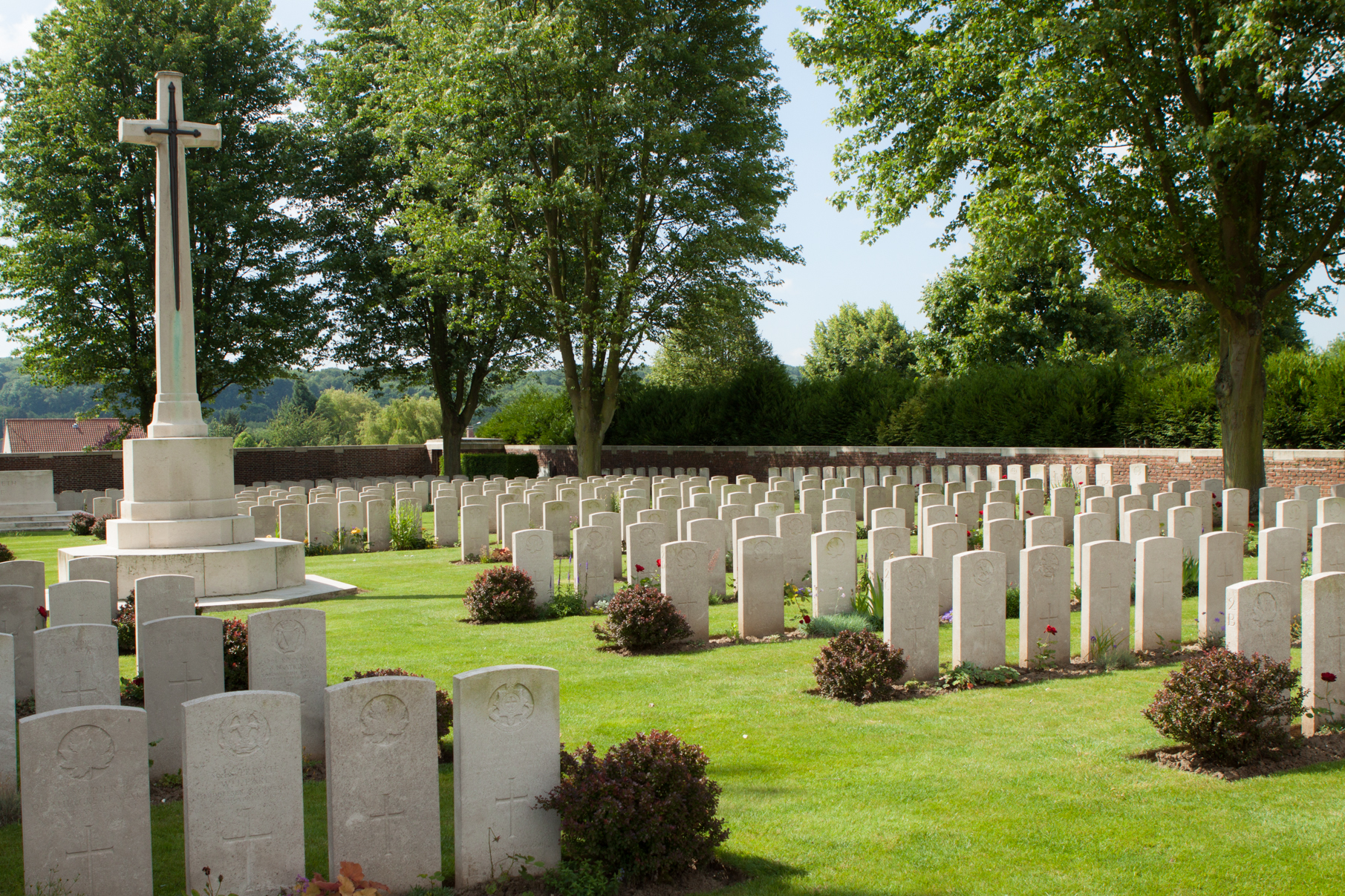
Soldatenfriedhof des Commonwealth

## Partnerstädte
- Hohenlimburg in Nordrhein-Westfalen (Deutschland), seit 1962, nach der Eingemeindung Hohenlimburgs 1975 von Hagen weitergeführt[12]
- Bruck an der Mur in der Steiermark (Österreich), seit 1999[12]
- Pasvalys in Litauen, seit 1999
- Rybnik in Schlesien (Polen), seit 2000
- La Valette-du-Var in der Region Provence-Alpes-Côte d’Azur (Frankreich), seit 21. Oktober 2000
- Roccastrada in der Toskana (Italien), seit 2004
- Mouscron in Wallonien (Belgien), seit 6. Oktober 2005

## Persönlichkeiten
- Georges Carpentier, Boxer (* 1894 in Liévin; † 1975 in Paris)
- Robert Défossé, Fußballtorhüter (* 1909 in Liévin; † 1973)
- Robert Enrico, Filmregisseur (* 1931 in Liévin; † 2001 in Paris)
- Tom Pouilly, Fußballspieler (* 2003 in Liévin)

## Belege
1. ↑  Liévin (Pas-de-Calais) in der L’encyclopédie des villes de France auf JournalDuNet.com (französisch).
2. ↑  Mona Lisa kommt nie hierher In: FAZ, erschienen am 1. Januar 2020, abgerufen am 17. November 2024.
3. ↑  Heike Hupertz: Rechtsextreme, Sadisten und Pädophile. In: Frankfurter Allgemeine Zeitung. 12. November 2024, abgerufen am 11. Dezember 2024.
4. ↑  Archives 2008: Visite des Scouts allemands. Village de Riaumont, 2. Oktober 2023, im Internet Archive. Abruf am 18. Februar 2025
5. ↑  arte: Die gequälten Kinder von Riaumont. YouTube, abgerufen am 23. November 2024
6. ↑  Ixchel Delaporte: Les enfants martyrs de Riaumont: Enquête sur un pensionnat intégriste. Rouergue, 2022, ISBN 978-2-8126-2309-7 (französisch)
7. 1 2  Liévin: un religieux de Riaumont condamné à deux ans de prison pour détention d’images pédopornographiques. In: L’Avenir de l’Artois, 16. März 2025. Abruf am selben Tag. (französisch; kostenpflichtig)
8. ↑  Traditionalisten wegen Missbrauchsverdachts verhaftet. Römisch-katholische Kirche in Deutschland, 17. Januar 2019. Abruf am 27. März 2025
9. ↑  Ophélie Masure: Un arrêté préfectoral interdit les séjours courts de mineurs au village d'enfants de Riaumont. France3, 25. Januar 2025. Abruf am 27. Januar 2025
10. ↑  Un religieux catholique traditionaliste jugé en mars pour pédopornographie. TV7 Sud-Ouest und AFP, 8. Februar 2025. Abruf am selben Tag
11. ↑  Fall Riaumont: Ehemaliger Prior wegen Kinderporno-Dateien vor Gericht. entrevue.fr, 11. März 2025, Abruf am selben Tag
12. 1 2  Offizieller Webauftritt der Städtepartnerschaft